# Syrphini

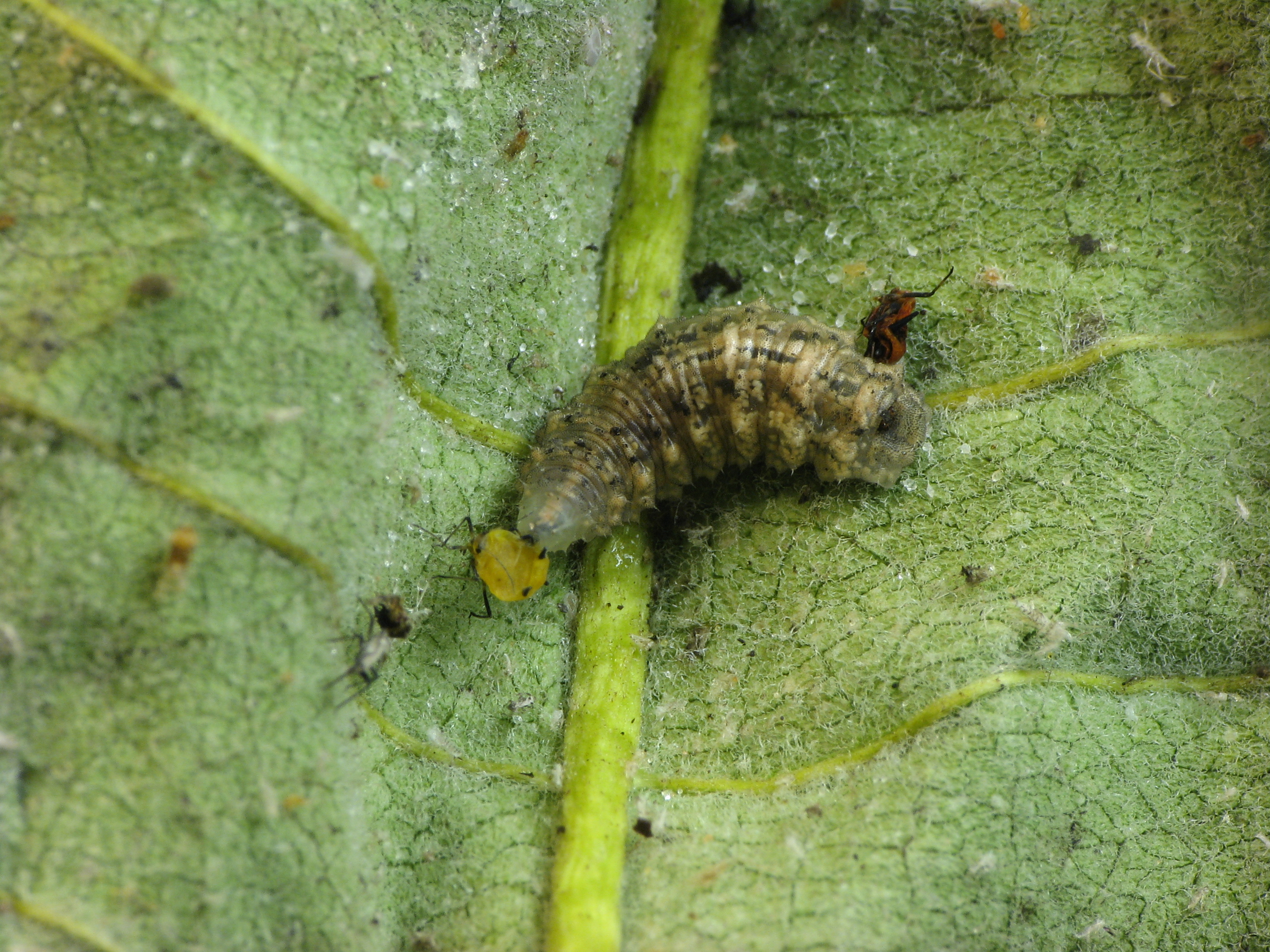
Eupeodes americanus, larva alimentándose de áfidos.

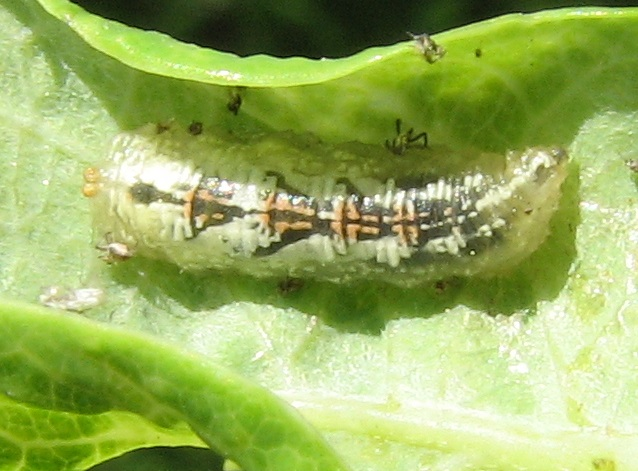
Syrphus, larva alimentándose de áfidos.

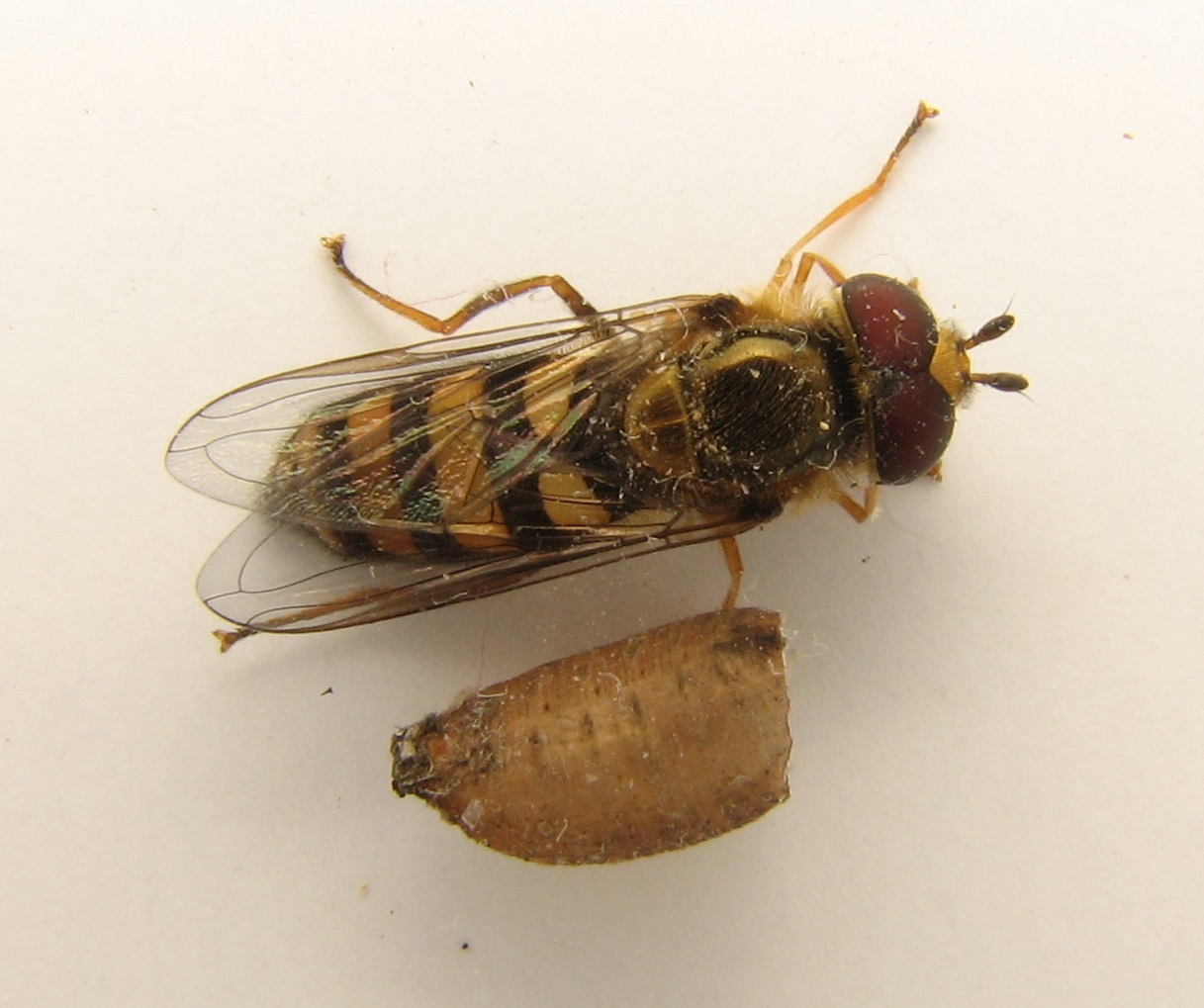
Eupeodes americanus y pupario.

Syrphini es una  tribu de  moscas sírfidas dentro de la subfamilia Syrphinae. La mayoría de las larvas se alimentan de pulgones o áfidos y otros insectos similares.

## Lista de géneros
Las relaciones dentro de esta tribu han sido establecidas por análisis genéticos.
- Afrosyrphus Curran, 1927[2]
- Agnisyrphus Ghorpade, 1994
- Allobacha Curran, 1928
- Allograpta Osten Sacken, 1875. Subgéneros: A. (Allograpta), A. (Antillus), A. (Claraplumula), A. (Costarica), A. (Fazia), A. (Rhinoprosopa)
- Anu Thompson, 2008
- Asarkina Macquart, 1834. Subgéneros: A. (Achoanus), A. (Asarkina)
- Asiodidea Stackelberg, 1930
- Betasyrphus Matsumura, 1917
- Chrysotoxum Meigen, 1803
- Citrogramma Vockeroth, 1969
- Dasysyrphus Enderlein, 1938
- Didea Macquart, 1834
- Dideomima Vockeroth, 1969
- Dideoides Brunetti, 1908
- Dideopsis Matsumura, 1917
- Doros Meigen, 1803
- Eosphaerophoria Frey, 1946
- Epistrophe Walker, 1852. Subgéneros: E. (Epistrophe), E. (Epistrophella)
- Episyrphus Matsumura & Adachi, 1917. Subgéneros: E. (Asiobaccha), E. (Episyrphus)
- Eriozona Schiner, 1860. Subgéneros: E. (Eriozona), E. (Megasyrphus)
- Eupeodes Osten Sacken, 1877. Subgéneros: E. (Eupeodes), E. (Lapposyrphus), E. (Macrosyrphus), E. (Metasyrphus)
- Exallandra Vockeroth, 1969[2]
- Giluwea Vockeroth, 1969
- Ischiodon Sack, 1913
- Lamellidorsum Huo & Zheng, 2005
- Leucozona Schiner, 1860. Subgéneros: L. (Ischyrosyrphus), L. (Leucozona)
- Loveridgeana Doesburg & Doesburg, 1977[2]
- Melangyna Verrall, 1901. Subgéneros: M. (Austrosyrphus), M. (Melangyna), M. (Melanosyrphus)
- Meligramma Frey, 1946
- Meliscaeva Frey, 1946
- Notosyrphus Vockeroth, 1969
- Ocyptamus Macquart, 1834. Subgéneros: O. (Ocyptamus), O. (Mimocalla), O. (Pipunculosyrphus)
- Paragus Latreille, 1804
- Parasyrphus Matsumura, 1917
- Pelloloma Vockeroth, 1973
- Pseudodoros Matsumura, 1903
- Rhinobaccha Meijere, 1908
- Salpingogaster Schiner, 1868. Subgéneros: S. (Eosalpingogaster), S. (Salpingogaster)
- Scaeva Fabricius, 1805
- Simosyrphus Bigot, 1882
- Sphaerophoria Lepeletier & Serville, 1828. Subgéneros: S. (Loveridgeana), S. (Sphaerophoria)
- Syrphus Fabricius, 1775
- Vockerothiella Ghorpade, 1994

(Xanthogramma Schiner, 1860 = Philhelius Stephens, 1841)